# Sculptură criselefantină

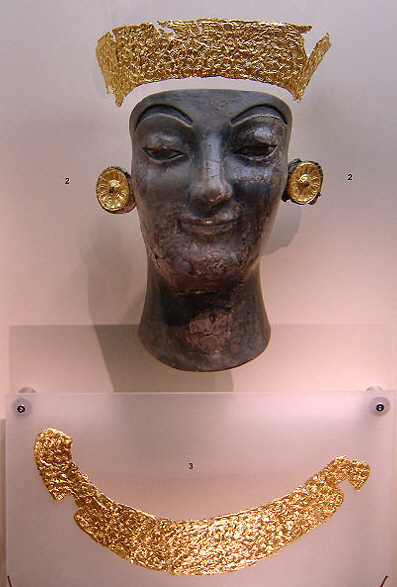
Fragmente de aur și fildeș înnegrit de la o statuie criselefantină antică arsă, care se presupune că reprezenta pe Artemis
(Muzeul Arheologic din Delphi)

O sculptură criselefantină (din greacă χρυσός - aur și ελεφάντινος = fildeș) este o sculptură realizată din aur și fildeș. Statuile criselefantine aveau un statut înalt în cultul religios din Grecia Antică.

## Exemple antice
Statuile criselefantine au fost construite în jurul unui cadru de lemn din plăci subțiri de fildeș sculptate și atașate, reprezentând carnea, și foiță de aur, reprezentând veșmintele, armura, părul și alte detalii. În unele cazuri, pentru detalii precum ochii, bijuteriile și armamentul s-a folosit sticla și pietrele prețioase și semiprețioase.
Originile tehnicii nu sunt cunoscute. Există exemple cunoscute din mileniul II î.Hr. de sculpturi compozite din fildeș și aur din zone care au devenit parte a lumii elenistice, cele mai faimoase fiind așa-numitele Palaikastro Kouros, care sunt un tip special de statui dintre statuile Kouros din civilizația minoică Palaikastro (c. 1450 î.Hr.), singurele obiecte din altare de cult minoice care au supraviețuit. Totuși, nu e limpede dacă tradiția greacă criselefantină este legată de ele. Sculptura criselefantină s-a răspândit în perioada Greciei Antice. Mai târziu, statuile acrolitice, cu capul și extremitățile de marmură, iar trunchiul de lemn, fie aurit, fie acoperit cu draperii, au fost o tehnică alternativă folosită pentru obiectele de cult.
Tehnica a fost utilizată de obicei la statuile de cult din cadrul templelor, unde în mod obișnuit statuile erau mai mari decât în mărime naturală. Construcția a fost modulară, astfel încât o parte din aur să poată fi îndepărtată și topită pentru monedă sau lingouri în perioadele de dificultăți financiare severe, pentru a fi înlocuite mai târziu, atunci când finanțele își reveneau. De exemplu, figura lui Nike ținută în mâna dreaptă a Atenei Partenos de Phidias a fost realizată în acest scop din aur masiv. În vremuri de prosperitate au fost turnate până la șase Nike de aur, servind drept „tezaur sacru” a cărui siguranță a fost asigurată suplimentar de respectul acordat obiectelor de cult, precum și prezența preoteselor, preoților și personalului de întreținere de la templu.

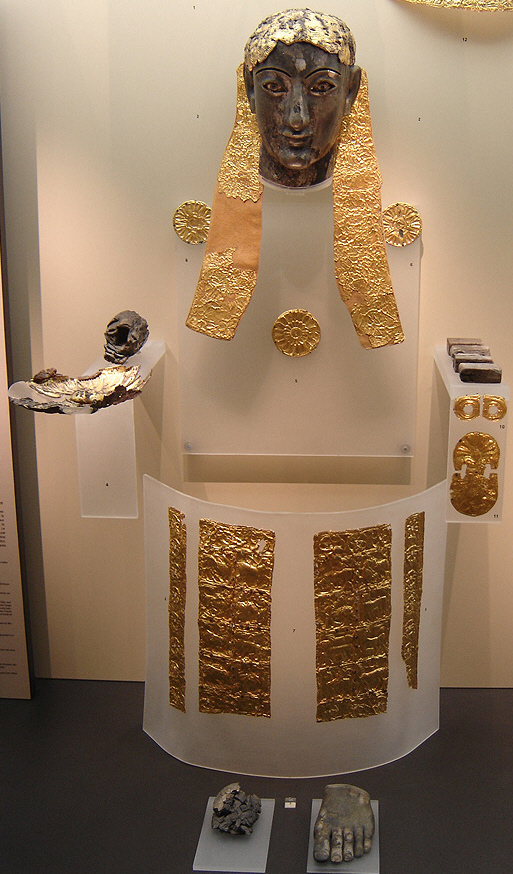
Fragmente ale unei sculpturi criselefantine arse care sugerează că l-ar reprezenta pe Apollo
(Muzeul Arheologic din Delphi)

Cele mai cunoscute două exemple, ambele din perioada clasică, sunt cele sculptate de Phidias: statuia în picioare a Atenei Partenos din Partenonul Atenei, înaltă de 13 m, și statuia lui Zeus așezat din templul de la Olympia, înaltă de 12 m, considerată una dintre Cele Șapte Minuni ale Lumii Antice.
Statuile criselefantine nu numai că s-a intenționat să fie impresionante din punct de vedere vizual, ci au reprezentat și bogăția și realizările culturale ale celor care le-au construit sau le-au finanțat construcția. Crearea unei astfel de statui a necesitat pricepere la sculptură, tâmplărie, orfevrărie și sculptura în fildeș. Odată finalizate, statuile au necesitat o întreținere constantă. Se știe că la Olympia era angajat personal calificat pentru a asigura întreținerea statuii. În secolul al II-lea î.Hr., sculptorul Damophon din Messene, sculptor cunoscut în epocă, a fost însărcinat să facă reparații la aceasta.
Datorită valorii ridicate a unora dintre materialele folosite și a naturii perisabile a altora, majoritatea statuilor criselefantine au fost distruse în Antichitate și în Evul Mediu. De exemplu, din statuia Atenei Partenos, până astăzi a supraviețuit doar gaura din podeaua templului ei, unde era fixat suportul central din lemn. Aspectul statuii este, totuși, cunoscut dintr-o serie de miniaturi realizate din marmură descoperite la Atena, precum și dintr-o descriere detaliată a lui Pausanias. Acesta a descris, de asemenea, și statuia lui Zeus de la Olympia. Aici, în clădirea cunoscută sub numele de „Atelierul lui Phidias” au fost descoperite unele dintre matrițele de lut pentru piesele din sticlă și îmbrăcăminte ale lui Zeus. Acestea sunt singurele descoperiri asociate direct cu cele mai faimoase lucrări ale marelui sculptor și oferă astfel informații utile despre crearea lor.
S-au găsit puține exemple de sculptură criselefantină. Cele mai importante exemple care au supraviețuit sunt fragmente ale mai multor statui mai mici decât în mărime naturală, arse, din perioada antică, descoperite la Delphi. Nu se știe pe cine reprezintă, deși se presupune că reprezintă zeități.

## Exemple moderne

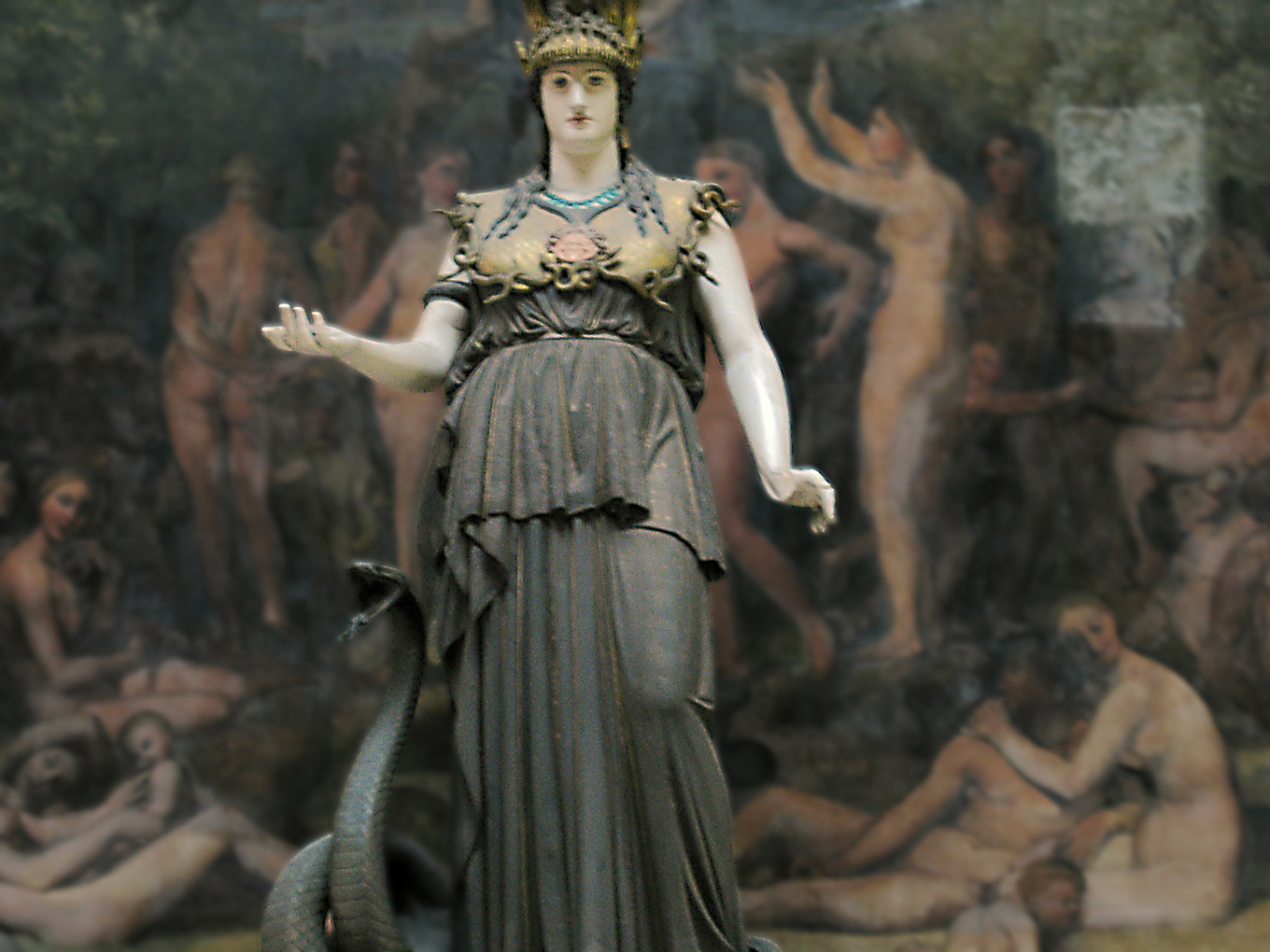
Minerva de Simart și Duponchel

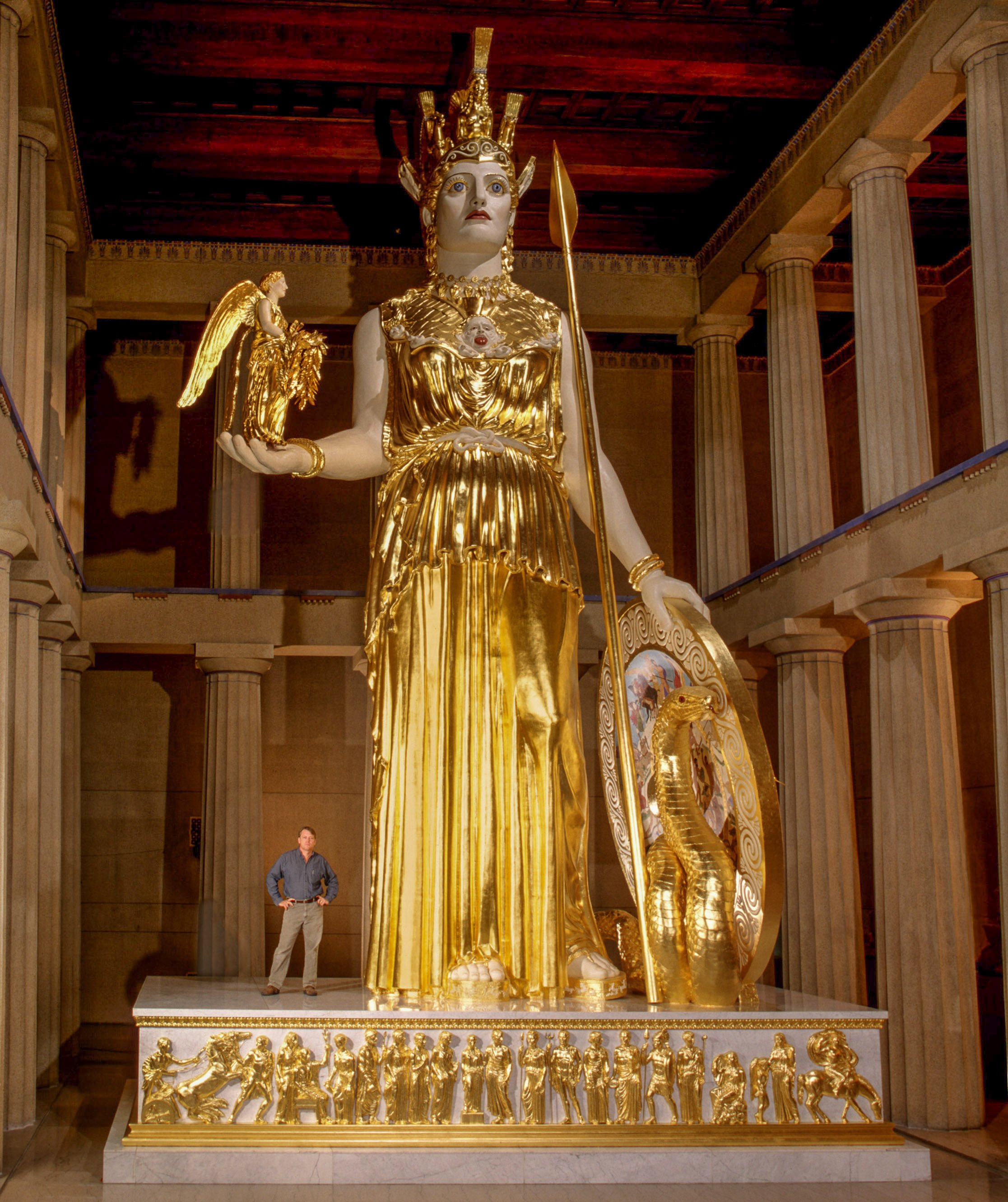
Reproducere de Alan LeQuire a statuii Atenei Partenos în Partenonul din Nashville, SUA

Termenul de criselefantin este folosit și pentru un stil de sculptură destul de comun în arta europeană din secolul al XIX-lea, în special Art Nouveau. În acest context descrie statuete cu pielea reprezentată din fildeș și cu îmbrăcămintea și alte detalii realizate din alte materiale, cum ar fi aur, bronz, marmură, argint sau onix. De exemplu, sculptorul Pierre-Charles Simart a produs la 1840 o copie a Atenei Partenos de Phidias pentru patronul Honoré Théodoric d'Albert de Luynes, din fildeș și aur, bazat pe descrieri antice. Rezultatul a fost oarecum dezamăgitor: „pe ducele de Luynes l-a costat o sută de mii de franci să demonstreze că Simart nu era Phidias.” O altă versiune a acestei figuri, a sculptorului american Alan LeQuire, se află în centrul Partenonului din Nashville, Tennessee.
La începutul secolului al XX-lea, sculptorii germani Ferdinand Preiss și Franz Iffland au devenit bine-cunoscuți pentru sculpturile lor criselefantine. O serie de alți sculptori europeni, ca Joé Descomps, Josef Lorenzl, Georges Omerth, Claire Colinet, Pierre Le Faguays, Dumitru Chipăruș, Bruno Zach și Dominique Alonzo au produs piese criselefantine, dar fără a se limita la ele.
După anii 1890, semnificația termenului a fost extinsă pentru a include orice statuie modelată dintr-o combinație de fildeș cu alte materiale.